# Arsenal de Sarandí
Arsenal Fútbol Club este un club de fotbal argentinian cu sediul în Avellaneda.Echipa susține meciurile de acasă pe Estadio Julio H. Grondona cu o capacitate de 16.300 de locuri.